# Serment par Allah
« Wallah » redirige ici. Pour la localité au Sénégal, voir Wallah (Sénégal).
Un serment par Allah, qui se fait généralement au moyen de l'interjection arabe « wAllah » (والله dans l'alphabet arabe), signifiant littéralement « par Allah » ou par Dieu (sous-entendu « [je le jure] par Allah »), consiste pour un locuteur de confession musulmane à prendre à témoin Allah pour prétendre que ses propos ne sont pas mensongers. En sont dérivées les variantes persane والله (vallâh) et turque vallah.
L'interjection ¡Olé! en espagnol pourrait être un dérivé de wAllah, datant de la domination arabe sur la péninsule ibérique ; cette étymologie est cependant contestée.